# Hoco de Belém
El hoco de Belém (Crax fasciolata pinima o Crax pinima) és una subespècie d'hoco altament enperill d'extinció, endèmica del Brasil. Es coneix com a «Mytunxî» en llengua tupí.
La Llista Vermella de la Unió Internacional per a la Conservació de la Natura i BirdLife International l'han descrit com una espècie separada des del 2014, tot i que algunes autoritats, inclòs el Congrés Ornitològic Internacional (COI), encara la consideren una subespècie. Aquest ocell està en perill crític d'extinció, ja que la seva àrea de distribució molt limitada es troba a la part més desforestada de l'Amazònia.
Igual que el seu parent, l'hoco de l'Alagoas, es va considerar extingit en estat salvatge (tot i que només amb cinc individus en captivitat) durant molts anys a causa de la destrucció de la major part del seu hàbitat vital. No obstant això, l'espècie encara estava catalogada com a “en perill crític d'extinció” per la Unió Internacional per a la Conservació de la Natura, ja que era adequada, tot i que quedava un hàbitat molt escàs. Després de més de 40 anys sense registres salvatges confirmats, un equip de recerca amb l'ajuda de guies Pirahã va aconseguir redescobrir-ne diversos a la Reserva Biològica de Gurupí el desembre de 2017. També es va fer un enregistrament dels crits d'alarma dels ocells i es va publicar en línia.